# JUNON
JUNON（ジュノン）は、主婦と生活社が発行する月刊誌。1973年6月創刊。女性向け総合エンターテインメント誌と銘打っている。

## 概要
創刊当初はヤングミセスのための「総合ファッション雑誌」だった。
1982年8月に内容を大幅にリニューアル。ファッションやコスメ情報の他に、若手俳優・アイドルのインタビュー記事にも力を入れるようになった。
80年代半ばからのいわゆる第二次バンドブーム（のちのJ-ROCK含む）の頃には、チェッカーズ、C-C-B、安全地帯、BOØWY、UNICORN、TM NETWORK、尾崎豊、大江千里、プリンセス プリンセス、BUCK-TICKなど数多くのアーティストを取り上げ、音楽雑誌とは一味違う切り口での記事も掲載していた。
1990年代に入ると読者メインターゲットを若年層に合わせ、特に男性アイドルや俳優をフィーチャーする誌面にリニューアルした。
2000年に別冊JUNONとして業界初の全アーティストプロダクション公認WebSiteMook「POP MUSIC Artist 公式ホームページINDEX」を創刊した。
2001年下半期以降、ライバル誌の『ポポロ』がジャニーズ事務所所属の男性アイドルを中心に取り上げているのに対し、本誌はジャニーズ事務所側の取材拒否により、別冊の『新オールスター名鑑』を除いて扱っておらず写真掲載もない。2006年夏に名鑑とは別に綴じ込み付録として付けられたタレント名鑑でも、ジャニーズ勢のプロフィールは文字のみだった。近年では、ハロー!プロジェクト所属の女性アイドルも掲載頻度が皆無に近くなっている。
会員制の携帯サイト「PLATINUM JUNON」を運営している。

## ジュノン・スーパーボーイ・コンテスト
「ジュノン・スーパーボーイ・コンテスト」は、1988年から毎年開催されている美男子コンテストである。JUNON本誌が主催しており、開催中はその選考状況を誌面に掲載する。2012年から始まった「ジュノン・ガールズ・コンテスト」も主催している。